# István Szelei
István Szelei, född den 7 december 1960 i Szentes, Ungern, är en ungersk fäktare som tog OS-brons i herrarnas lagtävling i florett i samband med de olympiska fäktningstävlingarna 1988 i Seoul.